# Yanagisawa
Yanagisawa Wind Instrument je japonská společnost známá výrobou profesionálních saxofonů. Spolu s Yamahou patří mezi dvě nejvýznamnější Japonské saxofonové značky.
Byla založena jako rodinná firma v roce 1896, ale celosvětově známou a uznávanou značkou se stala až roku 1954 po vyvinutí postříbřeného tenor saxofonu T-3. O dva roky později následoval neméně úspěšný model alt saxofonu A3. Značka Yanagisawa se v současnosti profiluje hlavně tím, že k výrobě jednotlivých dílů využívá jiných materiálů než jen standardní mosazi – a to hlavně bronzu a pravého stříbra. Důsledkem je pochopitelně vyšší cena. Její první saxofon z ryzího stříbra byl vyroben v roce 1972.
Saxofony Yanagisawa jsou vyhledávány hlavně profesionálními umělci – hrají na ně hráči, jako je Plas Johnson (známý svou alt saxofonovou linkou v Manciniho The Pink Panther theme), Steve Slagle a Mel Martin.
Yanagisawa zároveň odděleně nabízí jednotlivé hubice, esa a ligatury.